# Uchinomi (Kagawa)
Uchinomi (jap. 内海町, -chō) war eine Stadt im Shōzu-gun in der japanischen Präfektur Kagawa auf der Insel Shōdoshima in der Japanischen Inlandsee.

## Geschichte
Uchinomi entstand am 1. April 1951 durch den Zusammenschluss der Chō Kusakabe (草壁町, -chō) mit den Mura bzw. Son Nishi (西村, -mura), Nōma (苗羽村, -son), Sakate (坂手村, -mura) und Yasuda (安田村, -mura) im Shōzu-gun. Am 31. März 1957 wurde das Son Fukuda (福田村, -son) eingemeindet.
Am 21. März 2006 wurde Uchinomi mit Ikeda zu der neuen Chō Shōdoshima (小豆島町, -chō) zusammengelegt.